# თ
Tʰani (asomtavruli Ⴇ, nuskhuri ⴇ, mkhedruli თ) es la novena letra del alfabeto georgiano.
En el sistema de numeración georgiano tiene un valor de 9.
Tʰani representa comúnmente la oclusiva alveolar sorda aspirada /tʰ/ como la pronunciación clásica de la tʰeta griega Θ θ ϑ.

## Letra
| asomtavruli | nuskhuri | mkhedruli |
| ----------- | -------- | --------- |
|             |          |           |

## Codificación digital
| asomtavruli | nuskhuri | mkhedruli |
| ----------- | -------- | --------- |
| U+10A7      | U+2D07   | U+10D7    |

## Braille
| mkhedruli |
| --------- |
|           |